# Brimus affinis
Brimus affinis är en skalbaggsart som beskrevs av Stefan von Breuning 1971. Brimus affinis ingår i släktet Brimus och familjen långhorningar.
Artens utbredningsområde är Moçambique. Inga underarter finns listade.